# Sabrina Schepmann
Sabrina Schepmann (1 iunie 1981 în Nauen) este o actriță, fotografă și fotomodel german. După ce a câștigat la un concurs de frumusețe titlul de "Miss Havelland 1999" a fost aleasă în anul 2000 "Miss Ostdeutschland" (Mis Germania de Est) devenind ulterior "Miss Deutschland". La trei luni este aleasă în Kaiserslautern, Miss Intercontinental. Câștigarea titlului de Miss Germany, a fost urmat de un rol primit în filmul "Millenniums End" turnat la Hollywood și un rol în filmul "Sanctimony" unde joacă alături de Casper Van Dien. Sabrina Schepmann alias Sabrina Sandford, apare ca fotomodel la firmele Armani, Versace și Victoria’s Secret. În prezent Sabrina este fotografă și cântăreață, după ce a terminat un studiu de 3 ani, de muzică clasică și jazz.